# Модин, Йеспер
Йеспер Модин (швед. Jesper Modin; род. 4 июня 1988, Сундсвалль) — шведский лыжник, участник Олимпийских игр в Ванкувере, призёр этапов Кубка мира. Специалист спринтерских гонок.

## Карьера
В Кубке мира Модин дебютировал в 2007 году, в декабре 2009 года впервые попал в тройку лучших на этапе Кубка мира. Всего на сегодняшний день имеет на своём счету 2 попадания в тройку лучших на этапах Кубка мира, по одному в личном и командном спринте. Лучшим достижением Модина в общем итоговом зачёте Кубка мира является 22-е место в сезоне 2010-11.
На Олимпиаде-2010 в Ванкувере стал 18-м в спринте.
За свою карьеру принимал участие в одном чемпионате мира, на чемпионате мира 2011 занял 5-е место в спринте и 7-е в командном спринте.
Использует лыжи производства фирмы Fischer, ботинки и крепления Salomon.